# Thomas Häßler
Thomas Jürgen Häßler, nemški nogometaš in trener, * 30. maj 1966, Zahodni Berlin, Zahodna Nemčija.
Sodeloval je na nogometnemu delu poletnih olimpijskih iger leta 1988.